# Christian Stadelmann
Christian Stadelmann   (Berlín, 11 de gener de 1959 - 26 de juliol de 2019) era un violinista alemany. Durant molts anys va ser líder de la segona secció de violí de la Filharmònica de Berlín.

## Biografia
Stadelmann va néixer a Berlín; va estudiar a la Universitat de les Arts de Berlín amb Thomas Brandis, després esdevenir membre de la Junge Deutsche Philharmonie.
El 1985 es va incorporar a la Filharmònica de Berlín com a segon violinista i dos anys més tard es va convertir en cap de secció. Amb companys d'orquestra va fundar el Philharmonia Quartet Berlin, en el qual era segon violí. Va ensenyar a l'Acadèmia Karajan.

Va morir el 26 de juliol de 2019, a seixanta anys, després d'una greu malaltia. Knut Weber, violoncel·lista i membre de la junta d'orquestra de la Filharmònica de Berlín, va dir:
| «             | "No només va ser un músic destacat, sinó que durant més de vint anys va representar la Filharmònica de Berlín com a membre del "Fünferrat" (consell de cinc). A més, com a professor de l'Acadèmia Karajan, va formar nombrosos violinistes joves, alguns dels quals ara són membres de la nostra orquestra ells mateixos". | » |
| — Knut Weber, | |   |